# Aroche
Aroche là một thị trấn và đô thị ở tỉnh Huelva, Tây Ban Nha. Theo điều tra dân số năm 2005, đô thị này có dân số 3.319 người.

## Dân số
| 1999  | 2000  | 2001  | 2002  | 2003  | 2004  | 2005  |
| ----- | ----- | ----- | ----- | ----- | ----- | ----- |
| 3,517 | 3,503 | 3,446 | 3,384 | 3,396 | 3,360 | 3,319 |

Nguồn: INE (Tây Ban Nha)